# Gauguin - Viaggio a Tahiti
Gauguin - Viaggio a Tahiti (Gauguin - Voyage de Tahiti) è un film del 2017 diretto da Edouard Deluc.
La pellicola, con protagonista Vincent Cassel, narra il primo periodo tahitiano dell'artista.

## Trama
Parigi, 1891. Paul Gauguin è un pittore talentuoso, ma con scarsa fortuna commerciale, tanto da dover lavorare come scaricatore sulla Senna per guadagnarsi da vivere. Sposato con la danese Mette Gad, ha una numerosa famiglia che vive lontano e che, date le scarse risorse economiche, non può mantenere. Stanco del triste quotidiano ed ansioso di seguire la libertà, affascinato dal miraggio dei tropici, decide di abbandonare la "civilizzata" Europa dove non è rimasto più nulla da dipingere e di partire per Tahiti, salutato dagli amici pittori e da Mallarmé: nessuno di essi, come la famiglia, avrà il coraggio di seguirlo.
Arrivato in Polinesia in cattive condizioni di salute, è presto colto da infarto, e viene ricoverato in ospedale dove conosce il dottor Henri Vallin con cui stringerà amicizia, che gli farà da tramite con l'Europa inviandovi i suoi quadri, e che, preoccupato delle sue condizioni, lo andrà a trovare spesso. Il pittore, ripresosi, si mette ad esplorare l'isola a cavallo, e nel viaggio conosce una famiglia di indigeni che lo accolgono amichevolmente e che gli offrono come sposa la propria figlia, Tehura, che accetta timidamente di diventare la sua compagna.
È l'inizio di un periodo assai felice per Gauguin che, nonostante la differenza d'età, trova nella giovane una musa ispiratrice per molti dei quadri più celebri, e può finalmente condurre la vita libera sempre sognata invano: identificandosi con l'anima indigena ed il "primitivismo", si mette alle spalle la moralità e i pregiudizi europei e può vivere sereno in una capanna nella giungla, insegnando anche ad un giovane indigeno i rudimenti della scultura.
Ma ben presto l'idillio viene spezzato da nuove ristrettezze economiche, unite alla mancanza di materia prima per dipingere. Da qui inizia dopo poco la crisi con Tehura che, ansiosa di "civilizzarsi" (vorrebbe vestire all'occidentale, ed andare in chiesa con grande disappunto di Gauguin), dopo un aborto spontaneo comincerà a frequentare di nascosto lo stesso giovane a cui il pittore ha insegnato l'arte. Scoperta la tresca, Gauguin si deciderà a trasferirsi in città, rimettendo i pennelli da parte e ritornando a lavorare come scaricatore, nonostante il graduale peggioramento della salute ed il parere di Vallin, che addirittura gli prepara una lettera per il rimpatrio.
Alla fine Gauguin è costretto a cedere: la salute è troppo malandata, e Tehura (che lui, per gelosia, arriva a chiudere in casa quando va al lavoro) scappa col giovane amante, ormai civilizzato anch'egli. La ragazza tornerà solo alla vigilia della partenza del pittore, che per salutarla la immortalerà in un ultimo capolavoro. Una didascalia finale informa che Gauguin tornerà a Tahiti nel 1895, per andare poi alle Isole Marchesi, dove morirà nel 1903 senza aver più rivisto Tehura.